# Horst Fitzner
Horst Fitzner (* 23. Juni 1930 in Mühlberg/Elbe; † 29. Dezember 2020 in Bad Harzburg) war ein  deutscher SED-Funktionär und Bezirksverwaltungsleiter des Ministeriums für Staatssicherheit (MfS). Er leitete die Bezirksverwaltung (BV) Cottbus des MfS.

## Leben
Der Sohn eines Bäckers und einer Hausfrau absolvierte nach der mittleren Reife von 1946 bis 1950 eine Ausbildung zum Kfz-Schlosser. Er arbeitete anschließend als Lokführer und Kraftfahrer. Im Jahr 1950 trat er in die Deutsche Volkspolizei (DVP) ein und begann seinen Dienst im VP-Kreisamt Liebenwerda. Er wurde 1952 Lageoffizier im Operativstab der neugeschaffenen Bezirksbehörde der DVP (BDVP) Cottbus und Mitglied der SED. 
Fitzner wechselte 1955 zum MfS und arbeitete in der BV Cottbus, Abteilung II (Spionageabwehr). Von 1960 bis 1965 absolvierte er ein Fernstudium an der Juristischen Hochschule in Potsdam mit dem Abschluss als Diplom-Jurist. 1961 wurde er stellvertretender Abteilungsleiter, 1963 Leiter der Arbeitsgruppe des Leiters der BV. Gleichzeitig war er von 1963 bis 1968 Vorsitzender der SV Dynamo Cottbus. Fitzner stieg 1973 zum Stellvertreter Operativ des Leiters der BV auf und wurde zum Oberst befördert. Nach dem Besuch der Parteihochschule „Karl Marx“ 1979/80 wurde er am 15. Februar 1981 Kandidat der SED-Bezirksleitung Cottbus und bald darauf als Nachfolger von Hans Ullmann Leiter der BV Cottbus des MfS. Am 4. Oktober 1982 ernannte ihn Erich Honecker zum Generalmajor. Von Februar 1984 bis Dezember 1989 gehörte er der SED-Bezirksleitung Cottbus als Mitglied an. Fitzner wurde im Januar 1990 entlassen und in den Ruhestand versetzt.
Anfang Dezember 1992 machten Manfred Hummitzsch und Fitzner vor dem Sonderausschuss des sächsischen Landtags zur Aufklärung des SED-Unrechts erstmals ausführliche Aussagen. Die als Zeugen in Dresden geladenen Ex-Bezirksverwaltungsleiter erklärten allerdings, in ihren Bezirken habe es Pläne für die Isolierung von Regimegegnern vor der Wende nicht gegeben. Laut Fitzner habe es im Bezirk Cottbus fast nie Probleme mit Andersdenkenden gegeben, die Opposition sowohl innerhalb als auch außerhalb der SED sei eine „politisch zu vernachlässigende Größe“ gewesen. Einen Beschluss über Isolierungen habe es nie gegeben.